# Bořivoj I.

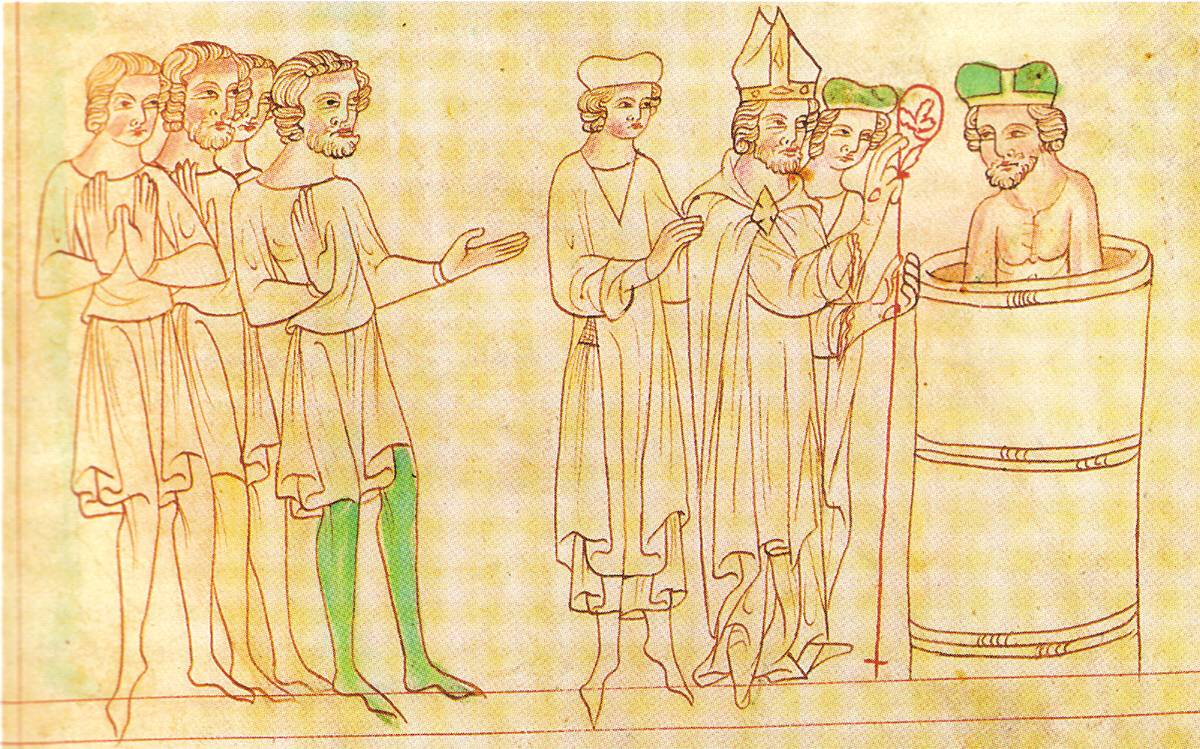
Taufe Bořivojs. Darstellung aus der Velislav-Bibel, erste Hälfte des 14. Jahrhunderts

Bořivoj I. (* zwischen 852 und 855; † zwischen 888 und 890) war der erste historisch belegte böhmische Herrscher aus der Dynastie der Přemysliden. Mit seiner Frau, der später heiliggesprochenen Ludmilla, ließ er sich taufen, errichtete die ersten christlichen Kirchen in Böhmen und legte den Grundstein für die Prager Burg auf dem Hradschin. Sein Enkel war der erste böhmische Heilige, Wenzel von Böhmen. In der Legende Fuit in provincia Boemorum, in der Christianslegende und in der Chronica Boemorum des Cosmas von Prag wird er als der erste christliche Herrscher Böhmens geschildert.

## Leben
Bořivoj I. siedelte ursprünglich in Levý Hradec nordöstlich von Prag. Nach der Chronica Boemorum des Cosmas von Prag war er ein Nachkomme der legendären Gründer des böhmischen Herrschergeschlechtes der Přemysliden – der Fürstin Libuše und des Přemysl des Pflügers. Er war der erste durch historische Quellen belegte Vertreter dieser Dynastie. In der Geschichte taucht er erstmals im Jahr 872 auf, als er gemeinsam mit anderen slawischen Fürsten gegen den ostfränkischen König Karlmann I. kämpfte. Die zeitgenössische fränkische Chronik Annales Fuldenses nennt sechs am Kampf beteiligte slawische Fürsten, unter ihnen einen Goriwei. Dieser ist nach Ansicht der Historiker mit Bořivoj I. identisch.

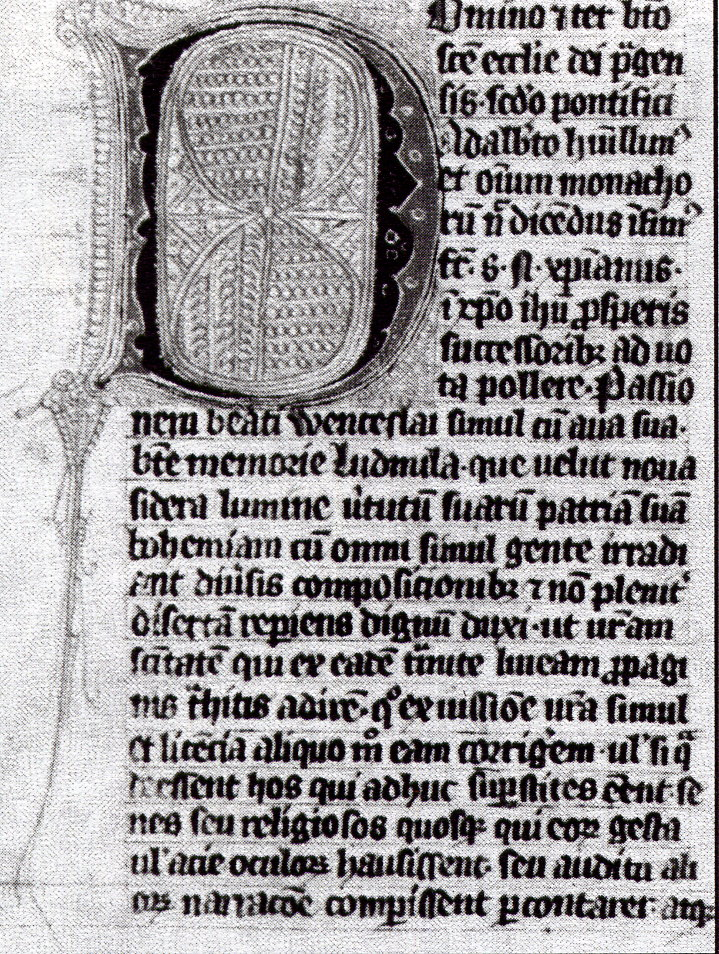
Ein Blatt vom Manuskript der Christianslegende aus dem 14. Jh.

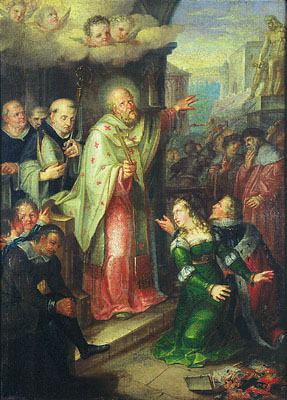
Bořivojs Taufe von Václav Ignác Leopold Markovský (1789–1846)

Die Přemysliden waren zu seiner Zeit nicht die einzigen Herrscher in Böhmen, sie dominierten aber den wichtigen mittelböhmischen Raum. Seit Bořivoj I. fingen sie an, die böhmischen Stämme unter ihrer Herrschaft zu vereinen und so die Grundlagen für das spätere Königreich Böhmen zu legen. Seit Bořivoj I. verbreitete sich der christliche Glaube in Böhmen, zuerst durch fränkische Missionare und später auch aus dem Großmährischen Reich. Bořivoj I. hat auch die staatsbildende Bedeutung des Christentums erkannt und seine Verbreitung in Böhmen gefördert.
Im Jahr 874 oder 875 heiratete er die später heiliggesprochene Ludmilla. Nach der Christianslegende war sie eine Tochter von Slavibor, einem Fürsten des westslawischen Stammes der Pschowanen. Diese Ehe hatte sicher auch eine politische Bedeutung. Sie zeigt, dass Bořivoj seine Macht in Böhmen nicht nur mit Mitteln der Gewalt, sondern auch mit einer klugen Heiratspolitik ausgebaut hat. Das Land der Pschowanen fiel später an die Přemysliden. Aus der Ehe sind zwei Söhne bekannt, Spytihněv I. und Vratislav I., beide wurden nacheinander Bořivojs Nachfolger. Letzterer ist der Vater des Heiligen Wenzels von Böhmen, der gemeinsam mit Ludmilla zu den Landespatronen Böhmens gehört.
Nach der Christianslegende wurden Bořivoj I. und seine Frau von Erzbischof Method am Hof von Svatopluk im mährischen Velehrad getauft. Datierung der Taufe ist unsicher, meistens wird das Jahr 883 angenommen.
Über Bořivojs Besuch erzählt die Legende:

„In der Blüte seiner Jugend kam er in einer Angelegenheit, die ihn und die ihm anvertrauten Menschen betraf, zu seinem Fürsten, dem König Svatopluk, nach Mähren und wurde von ihm freundlich empfangen und zum Festmahl mit den anderen eingeladen. Er durfte jedoch nicht bei den Christen sitzen, sondern ihm wurde ein Platz vor dem Tisch auf dem Boden gewiesen. Diese Kränkung tat Bischof Method leid und er soll zu ihm gesagt haben: Wehe, dass ein Mann von deinem Stande sich nicht schämt, von den Stühlen der Fürsten vertrieben zu werden, obwohl er selber auch herzogliche Macht und Rang hat, sondern wegen des schändlichen Götzendienstes lieber mit den Schweinehirten auf dem Boden sitzt.“

 Bořivoj ließ sich überzeugen, nahm mit seinem Gefolge die Taufe an und wurde von Method im christlichen Glauben unterwiesen. Obwohl 14 böhmische Fürsten schon im Jahr 845 am Hof des ostfränkischen Königs in Regensburg getauft wurden, gilt Bořivojs Taufe als der Beginn der Christianisierung des Landes. Mit seiner Taufe in Mähren stärkte Bořivoj die Bindung an das Großmährische Reich und wehrte sich gegen den wachsenden Einfluss ostfränkischer Herrscher und bayerischer Bischöfe.
Einige Historiker vertreten die Ansicht, dass Bořivoj als etwa 15-jähriger schon ungefähr im Jahr 867 vom mährischen Fürsten Svatopluk als Verwalter in Böhmen eingesetzt wurde. Dass Svatopluks Wahl gerade auf Bořivoj fiel, wird als ein Argument für die Theorie gesehen, nach der die mährischen Mojmiriden und die böhmischen Přemysliden miteinander verwandt waren. Möglicherweise ist Bořivoj am Hof von Svatopluk aufgewachsen.

## Gründungen

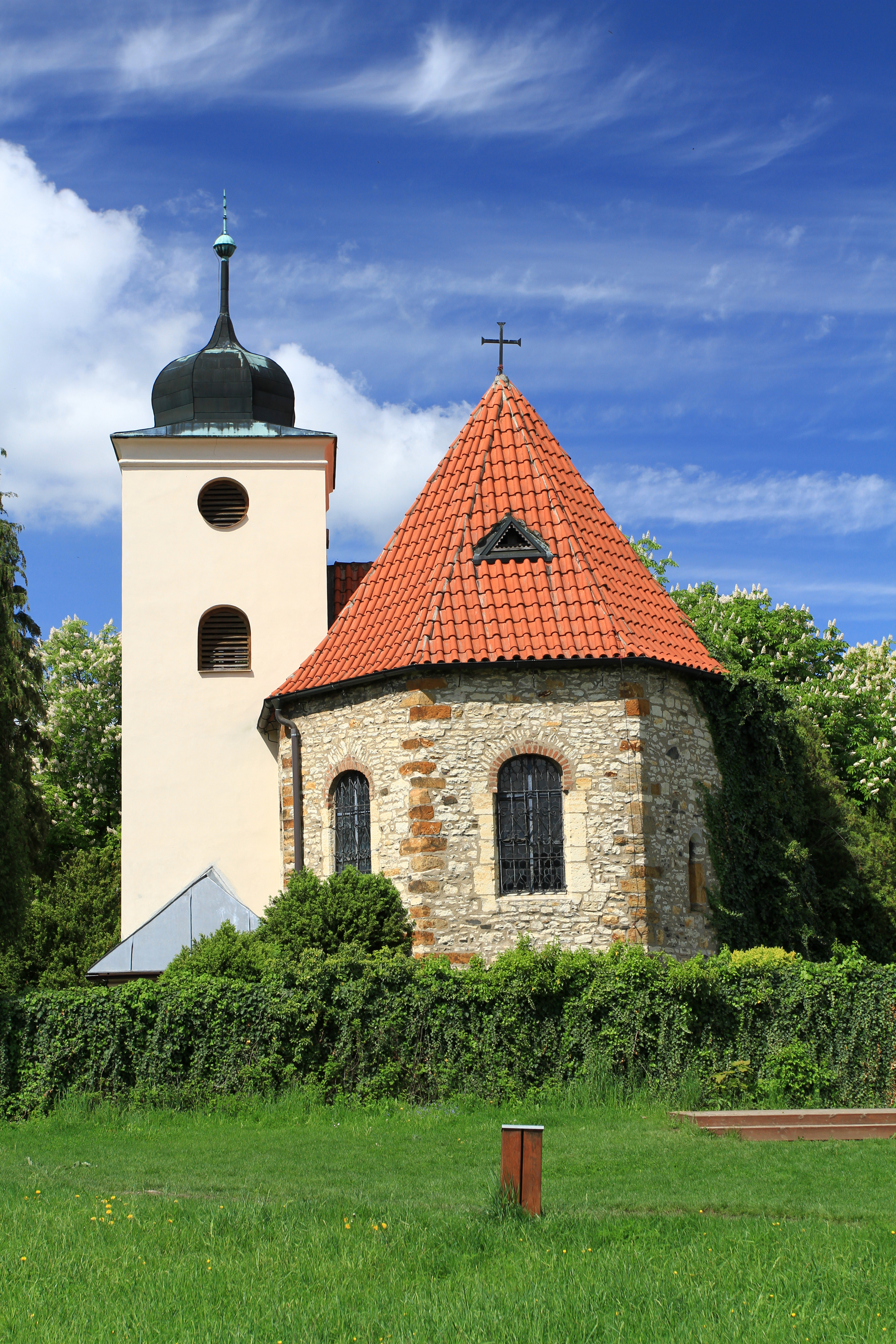
Die heutige St.-Clemens-Kirche in Levý Hradec

Vieles aus Bořivojs Leben bleibt für uns im Dunkeln, seine Bautätigkeit hat jedoch Spuren hinterlassen. Nach seiner Taufe ließ er auf seiner Burg in Levý Hradec die erste christliche Kirche Böhmens errichten, eine romanische Rotunde, gewidmet dem heiligen Clemens. Den Dienst in der Kirche übernahm Priester Kaich, den Bořivoj aus Mähren mitgebracht hatte. Die ursprünglichen Grundmauern haben sich unter der heutigen St.-Clemens-Kirche erhalten.
In den Folgejahren förderte er die Ausbreitung des Christentums in Böhmen. Das und auch die politische Abhängigkeit von Großmährischen Reich führte zum Aufstand eines Teils der heidnischen böhmischen Fürsten. Sie wurden angeführt von einem, nicht näher bekannten Fürsten Strojmír, der wahrscheinlich bislang in Bayern im Exil lebte. Bořivoj I. musste zu Svatopluk nach Mähren fliehen. Doch bald gelang es ihm mit seinen Anhängern den Aufstand zu brechen, und seine Macht in Böhmen zu festigen. Dazu hat wahrscheinlich auch Svatopluks Hilfe beigetragen.
Bořivoj I. bestätigte seinen Sieg mit der Gründung einer weiteren christlichen Kirche. Auf einem Felsen über der Moldau, auf dem Areal der heutigen Prager Burg, ließ er die Kirche der Jungfrau Maria bauen. Ihre Überreste wurden bei archäologischen Ausgrabungen in den Jahren 1950 bis 1952 entdeckt und können heute auf der Prager Burg besichtigt werden. Nach Ansicht einiger Historiker wurde die Kirche in der Nähe einer heidnischen heiligen Stätte errichtet. Dort soll auch ein steinerner Tisch gestanden haben, an dem früher die feierliche Inthronisation böhmischer Herrscher stattfand.
Früher wurde angenommen, dass Bořivoj I. daraufhin seinen Sitz von Levý Hradec hierher verlegte und mit dem Bau der Prager Burg begann. Heute wird der Baubeginn eher seinem Nachfolger Spytihněv I. zugeschrieben.

## Tod und Grabstätte

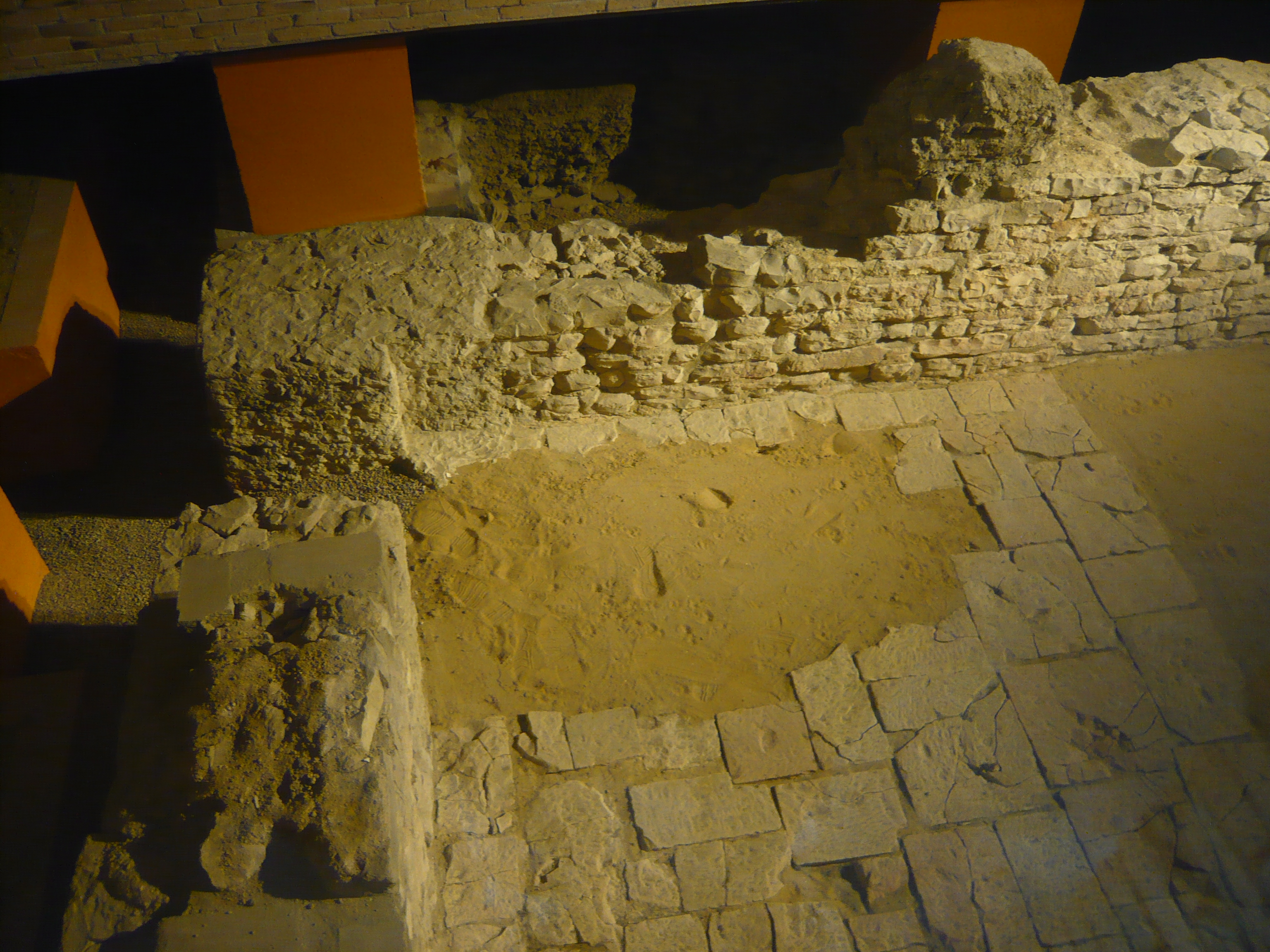
Überreste der Kirche der Jungfrau Maria auf der Prager Burg.

Bořivoj starb wahrscheinlich zwischen den Jahren 888 und 890, ungefähr in der Mitte seines vierten Lebensjahrzehnts. Nach ihm übernahm für eine kurze Zeit der mährische Fürst Svatopluk die Herrschaft. Nach Svatopluks Tod im Jahr 894 wurde Bořivojs Sohn Spytihněv I. zum böhmischen Fürsten.
Es ist nicht bekannt, wo Bořivoj I. begraben wurde. Das Grab in der von ihm auf der Prager Burg errichteten Kirche blieb leer. Als den Ort seiner letzten Ruhe hat der tschechische Paleoantropologe Emanuel Vlček das sog. Grab K1 bestimmt, das unter dem Boden der ehemaligen St.-Veits-Rotunde (Vorgänger des Veitsdoms) auf der Prager Burg entdeckt wurde. In jüngster Zeit wird das jedoch von einigen Historikern in Zweifel gezogen.

## Spekulationen über die Abstammung
Nach einer Theorie stammte Bořivoj I. aus Mähren. Als Argument dafür werden Ergebnisse anthropologischer Untersuchungen angeführt. Der Schädel aus dem Grab K1 (Bořivoj I. zugeschrieben) hat mit dem Schädel aus dem Grab 12/59 bei Uherské Hradiště in Mähren eine einzigartige Anomalie des Gehörgangs gemeinsam. Dieses Grab wird von einigen tschechischen Historikern und Archäologen für das Grab des mährischen Fürsten Svatopluk gehalten. Beide Skelette haben auch die gleiche, wenn auch eine häufige Blutgruppe. Daraus wird abgeleitet, dass Bořivoj ein enger Verwandter Svatopluks war, vielleicht sogar ein Sohn des mährischen Fürsten Rastislav.